# Are We There Yet? (álbum de Rick Astley)
Are We There Yet? es el noveno álbum de estudio del cantante y compositor inglés Rick Astley, lanzado el 13 de octubre de 2023 por BMG. Fue precedido por el sencillo principal «Dippin My Feet» y el sencillo «Never Gonna Stop». Astley realizará una gira por el Reino Unido, Irlanda y Europa en promoción del álbum desde noviembre de 2023 hasta marzo de 2024.
El álbum es el primero de música nueva de Astley desde Beautiful Life (2018). Alcanzó el puesto número dos en la lista de álbumes del Reino Unido.

## Antecedentes y grabación
Are We There Yet? se anunció el 20 de junio de 2023 junto con el lanzamiento del sencillo principal del álbum, «Dippin My Feet». Esto se produjo antes de que Astley actuara en el Pyramid Stage del Festival de Glastonbury 2023, donde también interpretó «Dippin My Feet». Anteriormente se le había pedido a Astley que actuara allí en 2020, pero fue cancelado debido a la pandemia de COVID-19.
El álbum se inspiró en la música soul de Marvin Gaye, Al Green y Bill Withers, y se grabó en el estudio de la casa de Astley en Londres. Astley declaró que creía que «pasar cinco meses en Estados Unidos» de gira allí en 2022 «reajustó un poco [su] oído» con respecto a su forma de tocar la guitarra.

## Sencillos
El sencillo principal «Dippin My Feet» se lanzó el 20 de junio de 2023. Astley dijo sobre la canción: «No es americana, pero el eslogan al comienzo del estribillo es: 'Sumergir mis pies en el río Mississippi...' Definitivamente no es country, pero nunca he tocado una guitarra tanto como lo he hecho en los últimos meses». «Dippin My Feet» alcanzó el puesto 95 en la lista de ventas de sencillos del Reino Unido.
El segundo sencillo, «Never Gonna Stop», se lanzó el 22 de agosto de 2023. Astley reveló que escribió la canción después de leer un artículo sobre inteligencia artificial. «Never Gonna Stop» pasó varias semanas en la lista de ventas de sencillos del Reino Unido y alcanzó el puesto 49. El vídeo fue filmado por su esposa con un teléfono móvil en una playa de Dinamarca, y Astley afirmó que se hizo «con muy poco dinero», ya que «se les había acabado el tiempo para hacer un vídeo» porque había estado enfermo.
El tercer sencillo, «Forever and More», fue lanzado el 30 de octubre, seguido de su vídeo musical el 9 de noviembre, dirigido por Simon Pegg con la ayuda del equipo de Misión: Imposible.

## Recepción de la crítica
Matt Collar de AllMusic escribió que el álbum «se siente como una carta de amor al trabajo terrenal influenciado por el blues de artistas como Bill Withers y Otis Redding» y descubrió que «todo el sentimiento arraigado que Astley abraza en Are We There Yet? está lejos de la sofisticación de estudio de sus primeros éxitos. Dicho esto, se siente genuino y ganado con esfuerzo por la edad y la experiencia». Retropop lo llamó «uno de sus mejores trabajos desde la década de 1980» y consideró que la «dirección [...] complementa perfectamente la voz distintiva de Astley, ya sea en temas de guitarra de medio tiempo como 'Letting Go' y 'Golden Hour', o melodías más inclinadas al R&B en la línea de 'Never Gonna Stop' y 'Waterfall'».
John Walshe de Hot Press declaró que «lo que quizás no debería sorprender es lo competente que suena, con temas como la sensación lenta de Stax de 'Golden Hour' que demuestra lo buenos que son esos tubos de 57 años», describiéndolos como un «rendimiento tan sorprendentemente bueno como improbable». Ed Power de i escribió que «Astley continúa con sus negocios ofreciendo una satisfactoria colección de rock 'n' roll de ritmo medio con inflexión de Motown» que «ofrece un vistazo al ser humano vulnerable detrás de la personalidad alegre».
Retropop clasificó el álbum en sexto lugar en su ranking de los 10 mejores álbumes de 2023, y Connor Gotto de la publicación escribió que Astley suena «revitalizado y renovado», y que el álbum «complementa perfectamente la voz distintiva de Astley, ya sea a mitad de camino». Números de guitarra con tempo como 'Letting Go' y 'Golden Hour', o melodías más inclinadas al R&B en la línea de 'Never Gonna Stop' y 'Waterfall'».

## Desempeño comercial
Are We There Yet? debutó en el número dos en la lista de álbumes del Reino Unido. A mitad de semana, el álbum había estado en el número uno, 400 unidades en las listas por delante del número dos, Sick Boi del rapero galés Ren Gill, que finalmente debutó en la cima.

## Listado de canciones
Todas las canciones escritas y compuestas por Rick Astley. 
| Listado de canciones de Are We There Yet? |                              |          |  |
| N.º                                       | Título                       | Duración |  |
| 1.                                        | «Dippin My Feet»             | 3:13     |  |
| 2.                                        | «Letting Go»                 |          |  |
| 3.                                        | «Golden Hour»                | 3:45     |  |
| 4.                                        | «Never Gonna Stop»           | 3:17     |  |
| 5.                                        | «Close (Your Shoes)»         | 3:37     |  |
| 6.                                        | «High Enough»                | 3:27     |  |
| 7.                                        | «Forever and More»           | 3:37     |  |
| 8.                                        | «Driving Me Crazy»           | 3:32     |  |
| 9.                                        | «Maria Love»                 | 3:34     |  |
| 10.                                       | «Take Me Back to Your Place» |          |  |
| 11.                                       | «Waterfall»                  | 3:12     |  |
| 12.                                       | «Blue Sky»                   | 3:17     |  |
| 41:08                                     |                              |          |  |

## Personal
| Músicos - Rick Astley – voz principal, coros, bajo, batería, guitarra - Dawn Joseph - coros (pistas 1 a 4, 6, 7, 9, 11) - Lauren Johnson - coros (1–4, 6, 7, 9, 11) - Rob Taggart - teclados (1, 3, 8) - Lene Bausager – coro (1) - Tom Ashpitel – coro (1) - Katie Owens - coro (1) - Simon Mattacks – coro (1) - Peter Neill - coro (1) - James Knight - metales, saxofón (9) - Barnaby Dickinson – trombón (9) - George Hogg - trompeta (9) - Katy Cox - violonchelo (12) | Técnico - Rick Astley - producción, ingeniería - Geoff Pesche – masterización, ingeniería - Dan Frampton – mezcla, ingeniería - Chris Bolster - ingeniería - Tom Ashpitel - ingeniería - Tom Hall – asistencia de masterización Visual - Lene Bausager – concepto, foto de contraportada - Villa Giulia – diseño - Ekaterina Belinkata – foto de portada - Peter Neill – foto de portada |

## Listas
| Listas (2023)                       | Posición más alta |
| ----------------------------------- | ----------------- |
| Australian Digital Albums (ARIA)    | 25                |
| Bélgica (Ultratop flamenca)         | 97                |
| Bélgica (Ultratop valona)           | 158               |
| Alemania (Offizielle Top 100)       | 29                |
| Escocia (Scottish Albums Chart)     | 6                 |
| España (PROMUSICAE)                 | 77                |
| Reino Unido (UK Albums Chart)       | 2                 |
| Reino Unido (UK Independent Albums) | 2                 |